# 深圳航空9648号班机纵火事件
深圳航空9648号班机纵火事件，是指2015年7月26日凌晨，在深圳航空ZH9648号班机（从台州至广州，由空中客车A320机型执飞）发生的纵火事件。2015年7月26日凌晨1时左右，在深航ZH9648号班机準備降落白雲機場時，一名旅客从班机經濟艙兩度走到頭等艙，用汽油及打火機縱火，並持刀威脅他人乘客，后被机组人员和机上其他旅客制服。此次事件严重危及飞行安全，共造成2人轻伤，而涉案嫌犯也已经被警方控制。
中国大陆媒体将此事件描述為「非法干擾航班事件」。

## 事件背景

### 涉案嫌犯
本次纵火事件的涉案嫌犯名为翟金顺，事发时49岁，浙江台州市椒江区某村人，在当地从事门窗生意。翟金顺曾因为“犯事”被判过刑，还欠下七八十万元人民币的债务。翟金顺目前已婚，并育有一子一女，其妻子在山东从事卖鞋生意。

### 事发始发机场背景
本次纵火事件的事发始发机场为台州路桥机场，为台州市的军民合用机场，经改扩建后机场飞行区等级达到4C级技术标准，可满足波音737、空中客车A320等机型起降。该机场曾被民航浙江省局确定为文明服务示范点，连年保持“华东二级文明机场”称号。

## 事件经过
2015年7月25日，深圳航空9648号班机（空中客车A320机型）计划于晚上9點10分从台州路桥机场起飞，約11點25分抵達廣州白云国际机场，但因故延遲到11點30分才起飛，当时机上乘客95名，机组人员9名。26日凌晨1點08分，在班机準備降落白雲機場時，一名旅客从經濟艙走到頭等艙。随后空乘试图出声劝阻，仅叫完“先生”以后，该旅客在头等舱座位纵火，火情持续了十多秒时间。在空乘人员上前阻止之前，该旅客点着了头等舱的布帘。经过双方的对峙，该旅客拿出一把20多公分的长刀，威脅他人乘客。由于事态紧急，机组人员宣布紧急降落，宣布后，空乘人员向机上乘客高喊“相信我们，相信我们，我们有能力（处置）。不要着急，坐好，坐好”。在离飞机降落还不到5分钟的时候，该男子再次冲进头等舱，焚燒沾了汽油的報紙。事发时，涉案嫌犯被机组人员和机上其他旅客制服；而机组發出「Mayday」緊急求救訊號，后白雲機場隨即進行緊急疏散，救護、消防以及警方到場戒備，飛機在第三跑道安全著陸後，涉案嫌犯已经被警方控制，兩名傷者被送往醫院救治，其中一人手臂外傷，一人則是腰部扭傷。另外，嫌犯在离开飞机着地時頭部重創，后送入廣州軍區廣州總醫院搶救，有生命危險。

## 事件分析
据中国大陆反恐專家李偉稱，无法初步判断此次事件是否與恐怖袭击有關。后有媒体报道称，台州机场在安检过程中，存在重大漏洞，导致了事件的发生。

## 事件后续
事发当天，中国民航局召开紧急电视电话会议，责成台州机场立即采取整改措施，并要求民航华东地区管理局对台州机场进行安全评估，同时要求对台州机场的相关负责及责任人依法依规追责。随后，中国民航局宣布，台州機場自7月29日上午6時起停運整頓，台州民航局正、副局長等人被免職。停運一個多月後，中國民航華東地區管理局評定機場已經符合安全標準，准許機場在9月6日恢復運作。
7月29日，中国民航局对成功处置纵火事件的机组进行通报表彰，决定为此次航班机组记集体一等功1次，奖励30万元（人民币，下同）。同时决定奖励2名见义勇为乘客各3万元。另外，中航集團、國航股份、深圳國際、深圳航空亦做出决定奖励有关人员。在8月5日的表彰大会上，9名機組人員共獲得獎金250萬，兩名見義勇為的乘客分別共获15萬元的总奖金，並享受凤凰知音終身白金卡會員待遇，以上獎勵共計330萬，深圳航空綜合統籌決定分配。